# Dzjinot
Dzjinot (bulgariska: Джинот) är ett distrikt i Bulgarien.   Det ligger i kommunen Obsjtina Straldzja och regionen Jambol, i den östra delen av landet, 270 km öster om huvudstaden Sofia.
Trakten runt Dzjinot består till största delen av jordbruksmark. Runt Dzjinot är det ganska glesbefolkat, med 24 invånare per kvadratkilometer.